# قرار مجلس الأمن التابع للأمم المتحدة رقم 1861
قرار مجلس الأمن التابع للأمم المتحدة رقم 1861 المتخذ بالإجماع في 14 يناير 2009.

## القرار
مدد مجلس الأمن ولاية بعثة الأمم المتحدة في جمهورية أفريقيا الوسطى وتشاد (مينوركات) حتى 15 آذار/مارس 2010، مع منحها في الوقت نفسه عنصرا عسكريا لمتابعة قوة الاتحاد الأوروبي التي تم نشرها في المنطقة.
أُنشئت بعثة الأمم المتحدة في جمهورية أفريقيا الوسطى وتشاد في 25 أيلول/سبتمبر 2007 بموجب القرار 1778 كجزء من «وجود متعدد الأبعاد» في شرق تشاد وشمال شرق جمهورية أفريقيا الوسطى لدعم عناصر من الشرطة التشادية والاتصال بالجهات الفاعلة الأخرى في المنطقة لمساعدة اللاجئين ومواجهة التهديدات للأنشطة الإنسانية.
وكان الهدف من الوجود المتعدد الأبعاد هو المساعدة في تهيئة الظروف الأمنية المؤاتية لعودة طوعية وآمنة ومستدامة للاجئين والمشردين، بما في ذلك من خلال حماية هؤلاء اللاجئين والمشردين والمدنيين المعرضين للخطر. وكان يهدف أيضا إلى المساعدة في رصد حالة حقوق الإنسان في المنطقة والعمل مع الحكومتين والمجتمع المدني في تشاد وجمهورية أفريقيا الوسطى لتعزيز معايير حقوق الإنسان ووضع حد لتجنيد الأطفال واستخدامهم. تم تفويض القوة العسكرية بقيادة الاتحاد الأوروبي، يوفور، باتخاذ «جميع التدابير اللازمة» لحماية المدنيين المعرضين للخطر، ولتيسير إيصال المساعدات الإنسانية وللمساعدة في توفير الحماية وحرية الحركة لموظفي الأمم المتحدة.
وباعتماد القرار 1861 (2009) بالإجماع، قرر المجلس أن تضم بعثة الأمم المتحدة في جمهورية أفريقيا الوسطى وتشاد 300 ضابط شرطة كحد أقصى، و25 ضابط اتصال عسكري، و5200 فرد عسكري، وعدد مناسب من الموظفين المدنيين للقيام بمهامها السابقة.
بموجب الفصل السابع من ميثاق الأمم المتحدة، كُلفت البعثة أيضا بمواصلة مهام قوة الاتحاد الأوروبي، التي كان من المقرر أن تنتهي ولايتها في 15 آذار/مارس 2009، فيما يتعلق بحماية المدنيين المعرضين للخطر، وتيسير إيصال المساعدة الإنسانية، وحماية موظفي الأمم المتحدة والمرافق. وشجع المجلس حكومتي تشاد وجمهورية أفريقيا الوسطى على مواصلة التعاون مع الأمم المتحدة والاتحاد الأوروبي لتيسير الانتقال السلس من قوة الاتحاد الأوروبي إلى العنصر العسكري للأمم المتحدة، بما في ذلك تسليم جميع المواقع والهياكل الأساسية التي أنشأتها يوفور إلى الأمم المتحدة.
وبموجب النص، ستنشئ بعثة الأمم المتحدة في جمهورية أفريقيا الوسطى وتشاد أيضًا وجودًا عسكريًا دائمًا في بيراو، جمهورية أفريقيا الوسطى، مخول لها اتخاذ جميع التدابير اللازمة، بالتنسيق مع حكومة البلد، للمساهمة في بيئة أكثر أمنًا؛ تنفيذ عمليات ذات طابع محدود من أجل إخراج المدنيين والعاملين في المجال الإنساني من الخطر؛ وحماية موظفي الأمم المتحدة ومرافقها وكفالة أمن وحرية تنقل موظفي الأمم المتحدة والأفراد المرتبطين بها.